# Massoud Abdelhafid
Massoud Abdelhafid foi um general de destaque do exército da Líbia no regime de Muamar Gadafi. Ocupou várias posições de governo desde o golpe de estado de 1969 Gadafi, incluindo o comandante da Segurança Militar, Governador do Sul da Líbia e chefe de segurança nas grandes cidades. Ele foi uma figura-chave nas relações da Líbia com o vizinho Chade e Sudão. Massoud Abdelhafid era um comandante sênior do exército da Líbia durante o conflito entre Chade e Líbia.
Em 2011, durante a guerra civil que assolou o país, Massoud Abdelhafid foi designado o novo ministro do interior, após a renúncia do general Abdel Fatah Younes, que havia se juntado a oposição. O General Abdelhafid liderou as forças pró-Gadafi na batalha de Saba e na campanha de Fezã.
Abdelhafid teria fugido para o Egito junto com o ministro Nassr al-Mabrouk Abdullah pouco antes da guerra terminar.